# 伊茲瓦雷萊鄉 (久爾久縣)
44°3′N 25°48′E / 44.050°N 25.800°E
伊茲瓦雷萊鄉（羅馬尼亞語：Comuna Izvoarele, Giurgiu），是羅馬尼亞的鄉份，位於該國南部，由久爾久縣負責管轄，面積140平方公里，海拔高度43米，2007年人口4,103，人口密度每平方公里29人。